# Будённовский район (Татарстан)
Будённовский район (с 1957 года — Цильнинский район (тат. Чынлы районы)) — упразднённая административно-территориальная единица Татарской АССР, существовавшая с 1935 по 1959 год. Административный центр — село Старое Шаймурзино.

## История
Будённовский район был образован 10 февраля 1935 года путём выделения из состава Буинского и Дрожжановского районов. 4 августа 1938 года часть территории Будённовского района была передана в Большетарханский район. 29 ноября 1957 года район был переименован в Цильнинский район (упразднён 12 октября 1959 года, его территория вошла в состав Буинского и Дрожжановского районов).

## Административное деление
На 1 января 1948 года в состав района входили 26 сельсоветов: Альшеевский, Больше-Цильнинский, Бурундукский, Бюрганский, Вольно-Станский, Ембулатовский, Кошки-Теняковский, Кошки-Шемякинский, Мало-Цильнинский, Новосёлкинский, Ново-Тинчалинский, Ново-Цильнинский, Ново-Шаймурзинский, Раковский, Сарсазкий, Сорок Сайдакский, Старо-Мертлинский, Старо-Студенецко-Выселковский, Старо-Тинчалинский, Старо-Шаймурзинский, Таковарский, Тимбаевский, Чувашско-Кищаковский, Чувашско-Сары Камышский, Чувашско-Шаймурзинский, Энтуганский. Территория района составляла 729 км².